# Louisiella fluitans
Louisiella fluitans là một loài thực vật có hoa trong họ Hòa thảo. Loài này được C.E.Hubb. & J.Léonard mô tả khoa học đầu tiên năm 1952.